# Rubus occidentalis
Framboisier noir, Ronce à framboises noires
Espèce
Rubus occidentalis, en français Framboisier noir ou Ronce à framboises noires, est une espèce de plante à fleurs de la famille des Rosaceae et du genre Rubus, originaire de l'est de l'Amérique du Nord.

## Description

### Appareil végétatif
Le Framboisier noir est un arbuste vivace épineux haut de 1 m à feuilles caduques. Les feuilles, alternes, composées à trois folioles dentés, sont ovales et ont un revers très poilu et blanc. Les deux folioles du bas sont parfois profondément lobés ou redivisés.

### Appareil reproducteur
Les fleurs, à cinq pétales blancs et cinq sépales verts, sont regroupées à l'extrémité des branches. Les pétales sont plus courts que les sépales qui restent dressés. Le fruit est une framboise noire de 1 cm de diamètre qui se détache facilement du réceptacle floral.

## Habitat
Le Framboisier noir pousse dans les sols bien drainés des endroits ouverts.

## Utilisations

### Alimentaires
Les fruits peuvent être consommés frais ou être utilisés pour faire des tartes et des confitures.

### Médicinales
Le Framboisier noir peut être utilisé contre les maux de gorges, les diarrhées et contre les spasmes.